# Edmonton-Sud
Pour les articles homonymes, voir Edmonton (homonymie).
Edmonton-Sud fut une circonscription électorale fédérale de l'Alberta, représentée de 1979 à 1988.
La circonscription d'Edmonton-Sud a été créée en 1976 avec des parties d'Edmonton-Ouest et de Pembina. Abolie en 1987, elle fut redistribuée parmi Edmonton-Sud-Ouest et Edmonton—Strathcona.

## Géographie
En 1976, la circonscription d'Edmonton-Sud comprenait:
- La partie nord de la ville d'Edmonton délimitée par la voie ferrée du Canadien Pacifique, la 82e rue, 109e rue, le pont High Level, la rivière Saskatchewan Nord, le ravin MacKinnon, 149e rue, 87e rue et la 170e rue.

## Députés
1. 1979-1984 — Douglas Roche, PC
2. 1984-1988 — Jim Edwards, PC

- PC = Parti progressiste-conservateur